# Sitio Paleontológico Chiniquá
Sitio Paleontológico Chiniquá se encuentra en la ciudad brasileña de São Pedro do Sul, Rio Grande do Sul Eso los márgenes de la carretera BR-287, con una superficie de aproximadamente 250 hectáreas. Está ubicado a 60 kilómetros de la ciudad de Santa María. El sitio pertenece a Geoparque Paleorrota, es la Formación Santa María. Ha fósiles del Triásico Ladiniense. 

## Historia
El Sitio Paleontológico Chiniquá fue descubierto a principios del siglo XX, el investigador Antero de Almeida.
Chiniquá es históricamente uno de los sitios paleontológicos más importantes de Brasil. A principios de los investigadores locales recogieron los fósiles que llamaron la atención de los investigadores internacionales que posteriormente visitó la región . Estos investigadores locales formaron toda la investigación paleontológica en la región y Brasil. Por todos estos factores y las contribuciones históricas, Chiniquá es ahora conocido internacionalmente.
En 1925, el paleontólogo alemán Dr. Bruno von Freyberg, de la Universidad de Halle-Wittenberg visitó el lugar y terminó influyendo Vicentino Prestes de Almeida, un agrimensor para aprender a recoger fósiles . Vicentino nació en Chiniquá el año 1900, cuando el sitio era entonces un distrito del municipio de Santa María, se convirtió en autodidacta en el tema y sus conclusiones fueron influyentes en llegar, Von Huene para la región. Prestosuchus lleva el nombre de Vicentino dada por Von Huene.
En 1927, llegan a Chiniquá el geólogo Alex Löfgren, que es ayudado por  Atílio Munari.
En 1928, llega el alemán Friedrich von Huene, acompañado por el Dr. Rudolf Stahlecker. Permaneció dos meses recogiendo sitio. En el momento en que tenía que ir a Santa María 70 kilómetros de Santa María, teniendo toneladas de fósiles, en carretas tiradas por bueyes. Muchos fósiles se recogen en la Universidad de Tubinga, Alemania. Durante este periodo nos alojamos todos en la casa de Abel Luiz da Silva Flores (Belo Flores).
En 1965, Romeu Beltrão visitó Chiniquá y habló con Gomercindo Ilha Flores y José Francisco Flores, los residentes locales, que había ayudado Von Huene en la recogida Stahleckeria Potens.
En 1959, una expedición formada por Llewellyn Ivor Price, Edwin Harris Colbert, Carlos de Paula Couto, Fausto Luís de Souza Cunha y Theodore  recoleram fósiles en Chiniquá.
De 1976 a 1984 el sacerdote Daniel Cargnin, fue párroco de la ciudad de Mata y comenzó a recoger fósiles en la región.

## Turismo Paleontológico
Históricamente este es el segundo sitio donde se encontraron los fósiles en el estado de Rio Grande do Sul, en el Geoparque Paleorrota. Grandes investigadores pasaron por este sitio y ayudaron a formar la paleontología brasileña.
El lugar es desierto, no hay señales, no hay paneles que cuentan la historia del lugar, y sin duplicación de los animales encontrados allí y hay estatuas de los investigadores. El sitio es conocido internacionalmente por sus grandes contribuciones y se encuentra en una zona rural a las afueras de la ruta BR-287, con grandes vehículos de manipulación. No hay proyecto para hacer el lugar en un lugar turístico.

## Los investigadores que han estado en el sitio
- Antero de Almeida, (1901).
- Vicentino Prestes de Almeida
- Friedrich von Huene (1928).
- Rudolf Stahlecker (1928).
- Atílio Munari
- Llewellyn Ivor Price
- Edwin Harris Colbert
- Daniel Cargnin.
- Carlos de Paula Couto
- Romeu Beltrão
- Theodore E. White
- Bruno von Freyberg
- Alex Löfgren
- Fausto Luís de Souza Cunha

## Los animales que se encuentran en el sitio
- Prestosuchus chiniquensis
- Dinodontosaurus
- Chiniquodon
- Stahleckeria